# Backfischroman

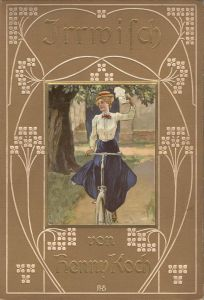
Irrwisch von Henny Koch, c. 1907

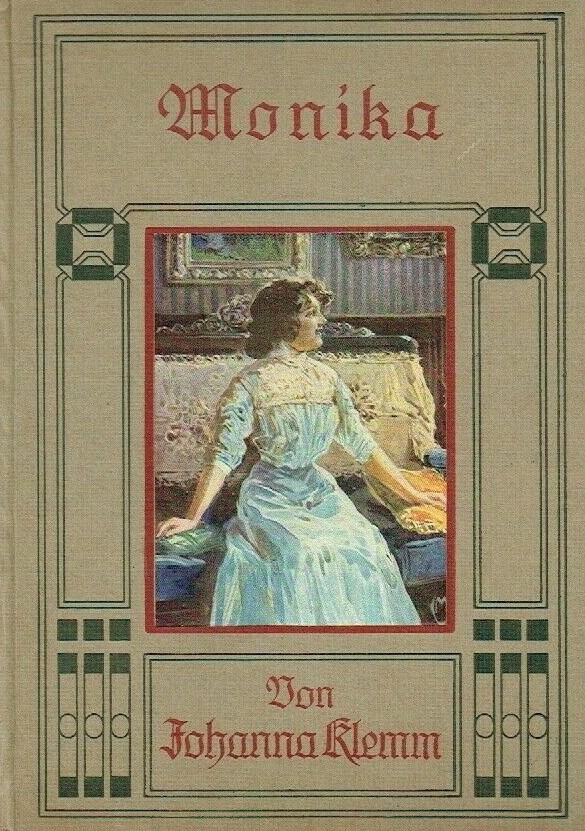
Monika von Johanna Klemm, c. 1919

Als Backfischroman bezeichnet man ein Genre der deutschsprachigen Kinder- und Jugendliteratur und speziell ein Teilgebiet der Mädchenliteratur, das das Heranwachsen eines Mädchens beschreibt und sich vor allem an Mädchen im Alter zwischen 12 und 16 Jahren als Leserinnen wendet. Der Name Backfischroman leitet sich von der inzwischen veralteten Bezeichnung Backfisch für Mädchen in der Pubertät ab. Im heutigen Sprachgebrauch würde man von Mädchenroman sprechen.
Backfischromane entstanden vor allem in der Zeitspanne zwischen 1850 und 1950. Der Begriff Backfischroman selbst ist mindestens seit 1876 nachweisbar. Backfischromane vertreten generell ein überwiegend stereotypes, traditionelles Gesellschafts- und Frauenbild. Häufig wird das Einfügen einer Heranwachsenden in die festen Normen ihrer Umwelt geschildert. Viele dieser Bücher enden mit der Ehe; die Heldin wird Hausfrau und gibt ihre (eventuell vorher vorhandenen) beruflichen Ambitionen auf.
Ein Klassiker unter den Backfischromanen ist Der Trotzkopf von Emmy von Rhoden. 
Weitere bekannte Vertreterinnen der Backfischliteratur sind Berta Clément, Thekla von Gumpert, Clementine Helm,  Johanna Klemm, Sophie Kloerss, Henny Koch, Bernhardine Schulze-Smidt, Carola von Crailsheim, Magda Trott und Else Ury.